# Баад

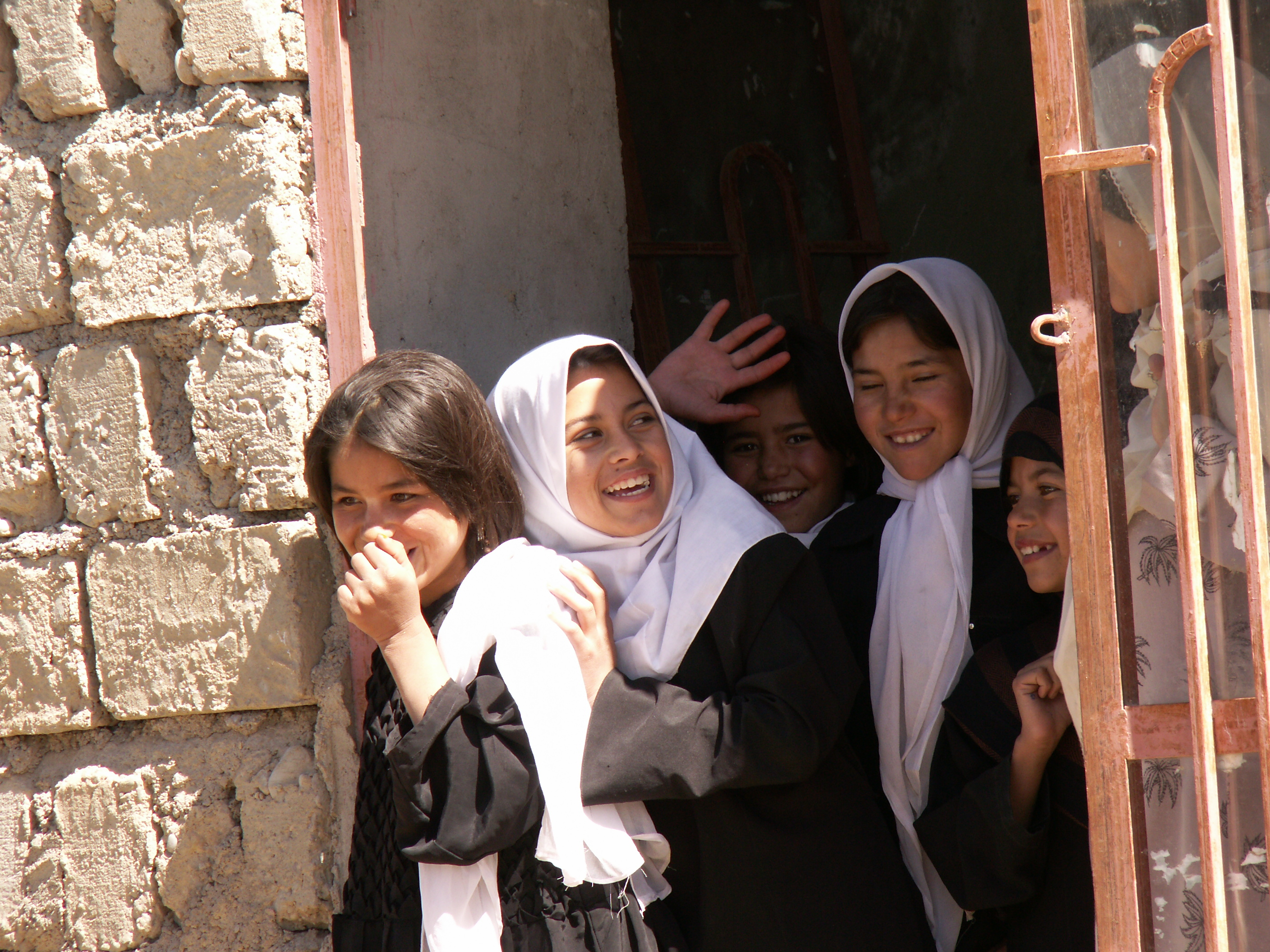
Афганські школярки щодня ризикують стати жертвами примусового шлюбу і жорстокого поводження за злочини, яких не вчиняли

Баад — звичаєвий спосіб врегулювання конфліктів, при якому жінку або дівчинку з родини злочинця передають у сім'ю потерпілого як прислугу або наречену поза її волею, де її утримують та знущаються над нею в знак "розплати" за злочин її сім'ї. Форма насильства проти жінок.
Станом на кінець 2019 року баад продовжували практикувати в кількох районах Афганістану; аналогічна практика існує в Пакистані під назвою вані або свара. 
Баад заборонений афганськими законами, але багато постраждалих жінок не знають, що це порушує їх права, та в будь-якому разі не можуть змусити родичів скасувати угоду. Багато афганських чоловіків і жінок висловлюють різке несхвалення бааду, однак у нього є і захисники: так, в 2009 році після передачі справи про баад до суду, постраждалу силоміць забрали з будинку суду і повернули в будинок, де її утримували.

## Опис
Після скоєння важкого злочину чоловіком рада старійшин джирга приймає рішення про відповідне покарання для злочинця. 
Типове покарання за вбивство та провини подібної тяжкості (згвалтування, зрада, втеча жінки з примусового шлюбу) — передати дівчинку з родини злочинця в сім'ю потерпілого. Після цього потерпілу видають в шлюб з одним з чоловіків, при цьому до неї часто ставляться як до злочинниці. Жінка залишається зі стигмою на все життя, її можуть бити і принижувати, наприклад, змушувати спати в хліві. Чоловік може вважати її не «повноцінною» дружиною, а рабинею, і зазвичай одружується ще раз.

## Прецеденти
Широко відомим став випадок з Айшею Мохаммадзай, яку в 12 років видали в шлюб через баад. У новій сім'ї щодо дівчинки чинили багато насильства, і вона втекла в 18 років, спробувавши повернутися в рідну сім'ю. Однак невдоволений батько здав дочку командиру талібів, щоб він показав наочний приклад — «що буде з дівчатами, якщо вони спробують втекти». Їй відрізали вуха і ніс і залишили вмирати в горах, але вона вижила.
У північній частині Афганістану баад здійснюють навіть в разі, якщо чоловік заявляє, що його наречена не була незайманою до весілля; він отримує незайману сестру своєї нареченої в дружини як «компенсацію».
В основному баад поширений в провінціях Кунар, Гільменд, Балх, Капіса і в повіті Суробі в провінції Кабул. Є відомості про те, що баад практикують пуштуни, таджики Панджшера, пашаї, сейеди і кучі.

## Юридичний статус

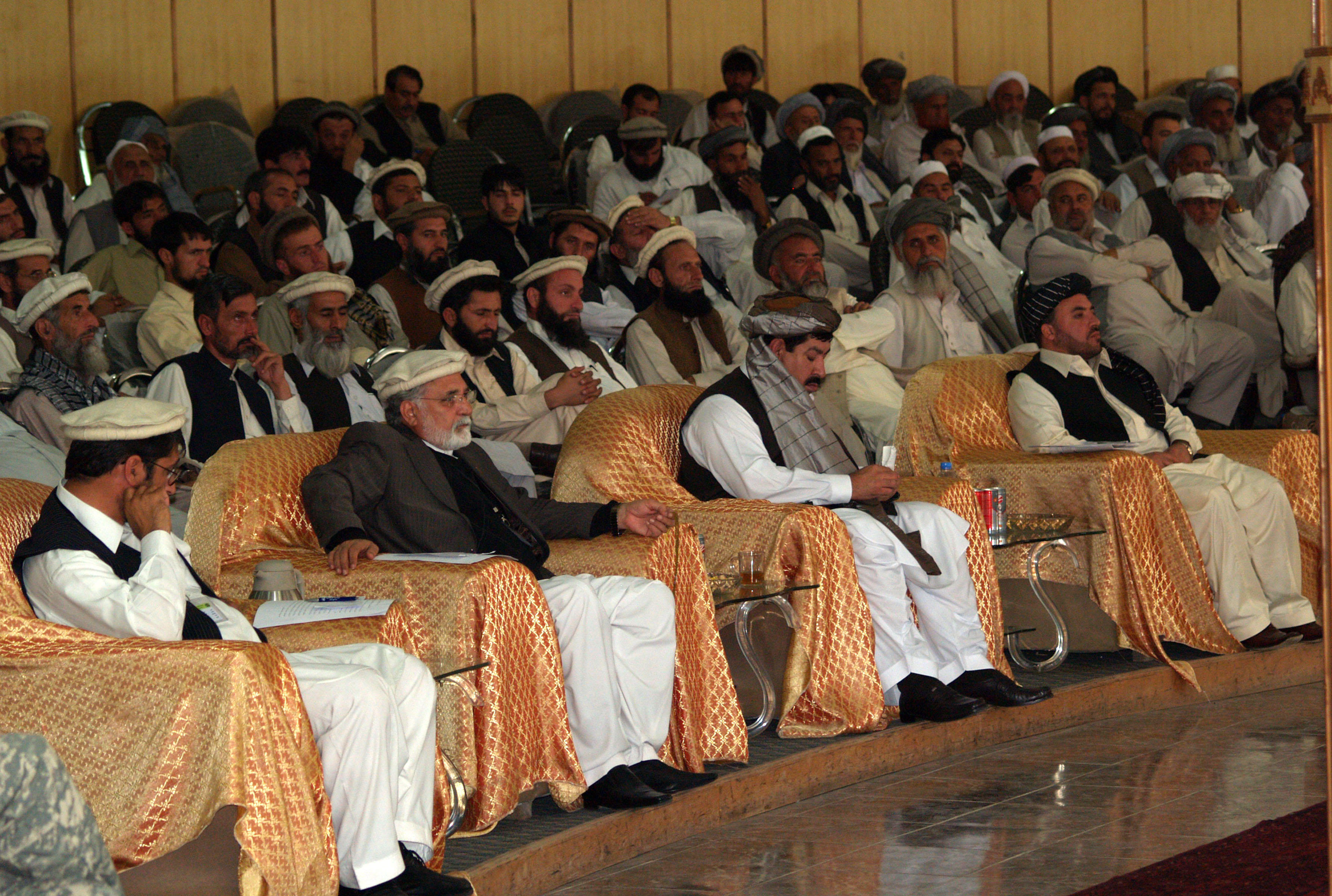
Джирга губернаторів всіх провінцій Афганістану

Практика баад не базується на ісламському сімейному праві, вона вважається антиісламською й нелегальна за існуючими законами. У хадисах сказано: «Колись заміжня жінка повинна мати право вирішити сама за себе, у діви ж потрібно запитати згоди на заміжжя, і знак її згоди — мовчання». Коріння афганського баад сягає часів, коли в країні була відсутня централізована система юридичної влади, а вирішення конфліктів регулювалося як посередництво племінної системи. 
Статті 517 та 1679 Кримінального кодексу Афганістану забороняють баад, однак ці статті застосовуються лише в разі передачі жінки від 18 років або вдови. Максимальне покарання за баад становить 2 роки в'язниці. Стаття 25 Закону про ліквідацію насильства проти жінок забороняє передавати і приймати жінку через баад, встановлюючи максимальне покарання за це в 10 років в'язниці.
Невідомо жодного випадку обвинувального вироку старійшині з джирги, котрий дозволив баад.